# Billie Coppens
Billie Coppens is een gastpersonage uit de televisiereeks F.C. De Kampioenen. Billie werd van 2002 tot 2008 gespeeld door Rob Teuwen en in 2001 en 2002 vertolkte Laurent Roose de rol. Ook als baby en klein kind komt hij in de reeks voor (onder meer "gespeeld" door een meisje). Vanaf reeks 19 is Billie niet meer te zien. Een reden wordt in de reeks niet gegeven. Ook in de films is hij afwezig, maar in de kerstspecial van 2020 dook hij opnieuw op.

## Personage
Billie is de zoon van Doortje Van Hoeck en Pico Coppens. Zijn vader verliet hem en zijn moeder toen hij nog maar een baby was. Als kind logeerde hij vaak bij de ouders van Doortje. Zijn peter is Dimitri De Tremmerie en zijn meter is Bieke Crucke. Sinds DDT in de gevangenis is beland, heeft Balthazar Boma het peterschap overgenomen.
Billie is steeds op zoek naar de liefde van zijn leven. Hij heeft dan ook vaak een nieuw liefje: Jessie, Leentje, Leila, Elsie, Moonbeam. Hij had ook een tijdlang een relatie met Saartje Dubois, tegen de zin van zijn moeder. Om ervoor te zorgen dat Doortje hem minder van de meisjes weghield, deed hij in reeks 16 tijdelijk alsof hij homoseksueel geworden was. Zijn 'vriendje' was toen Steven.
Billie vond het erg vervelend dat zijn moeder soms overbeschermend deed. Hij deed steeds allerlei zaken die zijn moeder niet goedkeurde: hij wilde een brommer of een tatoeage, schreef zich in in een boksclub om zijn lief te plezieren of wilde naar dancings en fuiven gaan. Dit leidde vaak tot zwaar protest van Doortje.
In het secundair onderwijs volgde Billie een economische richting. Hij had daar veel moeite mee en overwoog even om te stoppen met school. Dankzij een geslaagd businessproject (een veiling ten voordele van de nieuwe keuken voor het café) slaagde hij toch. In reeks 18 wilde Billie met zijn vrienden op kot gaan, tegen de zin van zijn moeder. Daarom stelde Doortje zichzelf aanvankelijk aan als kotmadam van Billie, maar nadat Boma haar hierdoor dreigde te ontslaan als secretaresse, stopte ze hiermee.
Billie houdt van muurklimmen. Andere sporten interesseren hem echter niet, behalve als hij er een van zijn liefjes een plezier mee kon doen.
Tot de beste vrienden van Billie behoren Steven (Joren Seldeslachts) en Jeroen (Quentin Smits).
In de kerstspecial ter ere van Xavier Waterslaegers keert Billie terug uit de Verenigde Staten als kerstcadeau van Pol voor Doortje. Daar werkte hij als lid van de Chippendales.

## Uiterlijke kenmerken
- Zwart haar (Rob Teuwen), blond haar (Laurent Roose & Remco)
- Modern gekleed

## Afleveringen
(Uitgezonderd de afleveringen als baby.)
- Reeks 5, aflevering 4: Overtijd (1994) - Eerste aflevering met Remco
- Reeks 5, aflevering 11: De clubkas (1995)
- Reeks 6, aflevering 1: Mijnheer Constant (1995)
- Reeks 6, aflevering 5: De symphatiekste (1995)
- Reeks 7, aflevering 1: Sinterklaas kapoentje (1996)
- Reeks 7, aflevering 2: Het schilderij (1996) - Laatste aflevering met Remco
- Reeks 11, Aflevering 12: Oud zot (2001) - Eerste aflevering met Laurent Roose
- Reeks 12, Aflevering 2: Stoelendans (2001)
- Reeks 12, Aflevering 5: Gebuisd (2002)
- Reeks 12, Aflevering 6: De nieuwe kracht (2002)
- Reeks 12, Aflevering 9: Lottokoorts (2002) - Laatste aflevering met Laurent Roose
- Reeks 13, Aflevering 5: Nennieuwenhoed (2003) - Eerste aflevering met Rob Teuwen
- Reeks 13, Aflevering 6: Friet met mayonaise (2003)
- Reeks 13, Aflevering 9: Het mirakel (2003)
- Reeks 13, Aflevering 11: Hoogtevrees (2003)
- Reeks 14, Aflevering 1: Café op stelten (2003)
- Reeks 14, Aflevering 3: De nieuwe matras (2003)
- Reeks 14, Aflevering 5: Zet'm op (2004)
- Reeks 14, Aflevering 7: Kere weer om (2004)
- Reeks 14, Aflevering 9: Rock a Billie (2004)
- Reeks 14, Aflevering 11: Het Ardennenoffensief (2004)
- Reeks 14, Aflevering 13: Quix (2004)
- Reeks 15, Aflevering 3: In vuur en vlam (2004)
- Reeks 15, Aflevering 6: Op vrijersvoeten (2005)
- Reeks 15, Aflevering 9: De moeders (2005)
- Reeks 15, Aflevering 11: De getuigen (2005)
- Reeks 15, Aflevering 12: De vrijgezellenavond (2005)
- Reeks 15, Aflevering 13: Het huwelijk (2005)
- Reeks 16, Aflevering 1: Kopzorgen (2005)
- Reeks 16, Aflevering 3: Verslaafd (2005)
- Reeks 16, Aflevering 6: Een beetje verliefd (2006)
- Reeks 16, Aflevering 9: De eerste prijs (2006)
- Reeks 17, Aflevering 1: Knock-out (2006)
- Reeks 17, Aflevering 7: Allemaal beestjes (2007)
- Reeks 17, Aflevering 10: Buitenspel (2007)
- Reeks 17, Aflevering 12: De veiling (2007)
- Reeks 18, Aflevering 3: What's New Pussycat (2007)
- Reeks 18, Aflevering 5: De kotmadam (2008)
- Reeks 18, Aflevering 6: Het geluid (2008)
- Kerstspecial (2020)

## Catchphrases
- "Ah, copain" (tegen Boma)
- "Ik mag hier ook niets hé!" (tegen Doortje en Pol)
- Mijn ma is ouderwets

## Trivia
- Door de verandering van acteur veranderde ook de haarkleur van het personage van blond naar zwart.
- In de strips werd Billie vroeger voorgesteld als een mannelijke miniversie van Doortje. (Dat veranderde vanaf strip 29 "Stem voor mij!")
- Billies eerste woordje was 'mama'.
- Billie is afwezig op het huwelijksfeest van zijn moeder in de eerste langspeelfilm. Daarnaast was hij ook niet te zien in de 2de, 3de en 4de film.
- De leeftijd van Billie klopt niet met zijn geboortejaar (1992). In de aflevering "De Moeders" is hij 16 jaar en de aflevering "De Kotmadam" 18 jaar, terwijl hij volgens zijn geboortejaar respectievelijk 13 jaar en 16 jaar zou zijn of moet worden.
- De beroepskeuze van Billie was 5 jaar voor de kerstspecial bekend in het boek "25 jaar F.C. De Kampioenen". Daarin staat een strip in waar Doortje ventileert tegen Bieke over haar zoon. Er staat ook een krantenartikel over hem en een foto van Billie tijdens zijn show.